# 新几内亚的猪笼草报告
《新几内亚的猪笼草报告》（An account of Nepenthes in New Guinea）是由马修·杰布所著的关于新几内亚的猪笼草的专著。其发表于1991年3月的巴布亚新几内亚大学杂志——《新几内亚科学》（Science in New Guinea）上。但《新几内亚的猪笼草报告》仍是唯一一部专门介绍新几内亚的猪笼草的重要专著。

## 创作背景
马修·杰布在巴布亚新几内亚的克里斯坦森研究所（Christensen Research Institute）长期工作后创作了该专著。在该专著出版前，一篇关于新几内亚的猪笼草的简要报告发表于1989年的《食虫植物》一书中。

## 所述物种
马修·杰布共提供了11个类群的描述：
- 苹果猪笼草
N. ampullaria
- 卓越猪笼草
N. insignis
- 克洛斯猪笼草
N. klossii
- 大猪笼草
N. maxima
- 奇异猪笼草
N. mirabilis
- 新几内亚猪笼草
N. neoguineensis
- 圆锥猪笼草
N. paniculata
- 巴布亚猪笼草
N. papuana
- 特勒布猪笼草
N. treubiana
- 维耶亚猪笼草
N. vieillardii，与蓝姆猪笼草混淆，现已知其为新喀里多尼亚特有的物种[4][5]
- 一种未描述的物种
之后被描述为丹瑟猪笼草

除物种描述外，《新几内亚的猪笼草报告》还包涵一份捕虫笼猎物集，其来源于52个捕虫笼，20株奇异猪笼草。其比较了上位笼与下位笼所捕获的猎物的不同，并研究了捕虫笼所在高度与猎物类型之间的关系。

## 同行评议
植物学家马丁·奇克在1992年的《食虫植物通讯》中回顾了该专著。他对其中的线条画称赞有加，并指出“该报告填补了一个重要的空白”。马丁·奇克还说：
|  | 没有哪个地区的猪笼草属专著在方法上如此科学，在内容上又如此丰富。 ……马修·杰布的过人之处在于他拟定了猪笼草结构及捕食模式。据我说知，他是第一个将上位笼与花序的发端联系起来的人。 ……美中不足的是，报告中有少量的拼写错误…… |

关于这部分，马丁·奇克写道：“这可能是第一次，以铁的事实提供了猪笼草捕食的模式”。马丁·奇克在结束处写道：“任何对任何方面猪笼草感兴趣的人都应该尽快的读一读该专著。”